# 590. pr. n. št.
590. pr. n. št. je prvo desetletje v 6. stoletju pr. n. št. med letoma 599 pr. n. št. in 590 pr. n. št.. 